# Melpomene anazalea
Melpomene anazalea là một loài dương xỉ trong họ Polypodiaceae. Loài này được Sundue & Lehnert mô tả khoa học đầu tiên năm 2009.
Danh pháp khoa học của loài này chưa được làm sáng tỏ. 